# Sergio Vázquez
Sergio Fabián Vázquez (Buenos Aires, Argentina, 23 de noviembre de 1965) es un exfutbolista seleccionado argentino que actualmente se desempeña como director técnico de las inferiores del club Ferro Carril Oeste.

## Trayectoria

### Como jugador
Oriundo de Buenos Aires, vivía en el barrio Alberdi de José C. Paz, cuando junto a un grupo de amigos fue a probarse a Ferro Carril Oeste a los 14 años. Fue el único de los 8 amigos que quedó en las divisiones inferiores.
Debutó en la Primera División en agosto de 1985. jugando 161 partidos y marcando 4 goles con la camiseta de Ferro. Luego, tuvo pasos por Racing Club y a Rosario Central. En 1993, luego de rechazar una oferta del Paris Saint-Germain francés, llegó a Chile a defender a Universidad Católica, donde logró el vicecampeonato de la Copa Libertadores. En 1994 junto con Néstor Gorosito y Alberto Acosta obtiene la Copa Interamericana y la Copa Chile en 1995, además de la Liguilla Pre-Libertadores 1994 y 1995. 
Luego, durante el segundo semestre de 1996 retornaría a Argentina a defender a Banfield. Cobró notoriedad pública al tener una discrepancia con Diego Maradona, quien ante los medios periodísticos expresara "¿¿Quien es Vázquez??...pero qué huevos tiene!". Finalmente, se retiraría del fútbol luego de defender en 1997 los colores del Avispa Fukuoka de la J1 League japonesa. 

### Como entrenador
En el año 2005 Vázquez dirigió a Villa Dálmine, club que militaba en la Primera "C", actualmente en el Nacional B de Argentina  y en 2006 al Club Deportivo Armenio, que militaba en la Primera "B" Metropolitana, actualmente de la primera C de Argentina

## Selección nacional
Con Argentina obtuvo 4 títulos: Copa América 1991, Copa FIFA Confederaciones 1992, Copa Artemio Franchi 1993 y Copa América 1993.

### Participaciones en Copas del Mundo
| Mundial              | Sede           | Resultado        |
| -------------------- | -------------- | ---------------- |
| Copa Mundial de 1994 | Estados Unidos | Octavos de final |

### Participaciones en Copas América
| Copa              | Sede    | Resultado |
| ----------------- | ------- | --------- |
| Copa América 1991 | Chile   | Campeón   |
| Copa América 1993 | Ecuador | Campeón   |

### Participaciones en Copas Artemio Franchi
| Copa                      | Sede      | Resultado |
| ------------------------- | --------- | --------- |
| Copa Artemio Franchi 1993 | Argentina | Campeón   |

## Clubes

### Como jugador
| Club                 | País      | Año       |
| -------------------- | --------- | --------- |
| Ferro Carril Oeste   | Argentina | 1983-1991 |
| Racing Club          | Argentina | 1991-1992 |
| Rosario Central      | Argentina | 1992      |
| Universidad Católica | Chile     | 1993-1996 |
| Banfield             | Argentina | 1996      |
| Avispa Fukuoka       | Japón     | 1997      |

### Como entrenador
| Club              | País      | Año  |
| ----------------- | --------- | ---- |
| Villa Dálmine     | Argentina | 2005 |
| Deportivo Armenio | Argentina | 2007 |

## Palmarés

### Campeonatos nacionales
| Título     | Club                 | País  | Año  |
| ---------- | -------------------- | ----- | ---- |
| Copa Chile | Universidad Católica | Chile | 1995 |

### Campeonatos internacionales
| Título               | Equipo               | Sede          | Año  |
| -------------------- | -------------------- | ------------- | ---- |
| Copa América         | Argentina            | Santiago      | 1991 |
| Copa Rey Fahd        | Argentina            | Riad          | 1992 |
| Copa Artemio Franchi | Argentina            | Mar del Plata | 1993 |
| Copa América         | Argentina            | Guayaquil     | 1993 |
| Copa Interamericana  | Universidad Católica | Santiago      | 1994 |